# Dinoderus perfoliatus
Dinoderus perfoliatus is een keversoort uit de familie boorkevers (Bostrichidae). De wetenschappelijke naam van de soort is voor het eerst geldig gepubliceerd in 1886 door Gorham.